# Guido Cantelli
Guido Cantelli (27. dubna 1920, Novara – 24. listopadu 1956, Paříž) byl italský dirigent.
Byl to velmi talentovaný mladý dirigent, kterého si oblíbil Toscanini, který ho považoval za svého nástupce. Cantelli byl 16. listopadu 1956 jmenován ředitelem La Scaly. Jeho slibnou kariéru přerušila smrt při leteckém neštěstí jen o týden později.